# Thuidium gratum
Thuidium gratum là một loài Rêu trong họ Thuidiaceae. Loài này được (P. Beauv.) A. Jaeger miêu tả khoa học đầu tiên năm 1878.